# Каролин Бертози
Кaролин Рут Бертози (енгл. Carolyn Ruth Bertozzi; Бостон, 10. октобра 1966) је америчка хемичарка и добитница Нобелове награде, позната по свом широком раду који обухвата и хемију и биологију.

## Биографија
Осмислила је термин „биоортогонална хемија“ за хемијске реакције компатибилне са живим системима. Њени недавни напори укључују синтезу хемијских алата за проучавање шећера на површини ћелије који се називају гликани и како они утичу на болести као што су рак, упале и вирусне инфекције попут ковид-19. На Универзитету Станфорд, она је професорица Ен Т. и Роберта М. Баса на Факултету хуманистике и науке. Бертози је такође истраживач на Медицинском институту Хауард Хјуз (HHMI) и бивши је директор Молекулар фаундраја, истраживачког центра за нанонауке у Националној лабораторији Лоренс Беркли.
Освојила је Мeкартурову "геније" награду са 33 године. Она је 2010. године постала је прва жена добитница награде Лемелсон-МИТ. Члан је Националне академије наука (2005), Института за медицину (2011) и Националне академије проналазача (2013). Године 2014. објављено је да ће Бертози водити АЦС Централ Сајенса, први стручно рецензирани часопис отвореног приступа Америчког хемијског друштва, који нуди сав садржај бесплатно за јавност. Од 2021. године је члан националне академије деи Линцеи. Као отворена лезбијка у академским круговима и науци, Бертози је постала узор студентима и колегама.
Бертози је 2022. године дибила Нобелову награду за хемију, заједно са Мортеном П. Мелдалом и Карлом Баријем Шарплесом, „за развој клик хемије и биоортогоналне хемије“.